# Костинброд
Костинброд е град в Западна България, административен център на община Костинброд в Софийска област. Населението му е около 12 321 души (15 март 2024).

## География
Градът се намира в Софийската котловина на около 16 km северозападно от центъра на София, на 6 km северно от Божурище и на 15 km източно от Сливница. През него минават две реки: в северната част – река Блато, а в южната – река Белица, притоци на река Искър.

## История

### Античност
Регионът на днешен Костинброд е известен с минералните си води още от римско време. Южно от него в покрайнините му е минавал древен римски път за Константинопол. В местността „Изворо“, срещу днешния завод „Кока-кола“, е имало римска баня, чиито останки личат и до днес.
В Костинброд има два уникални антични паметника – късноримската резиденция Скретиска (Palatium Scretisca) на Константин Велики и пътната станция Скретиска (Mutatio Scretisca) – първата спирка западно от Сердика по античния трансбалкански диагонален път; както и ранно-византийското селище Кратискара (ΚΡΑΤΙΣΚΑΡΑ) в местността Градището край днешния гр. Костинброд. В античността тази местност е била красива и плодородна, в близост до топъл минерален извор и важен път, до десния бряг на р. Белица, приток на р. Блато. На терена на археологическия обект са разкрити три по-важни периода: резиденция Скретиска (IV – V в. сл. Хр.), неукрепено село, ранновизантийско укрепено селище Кратискара.
Изследователите приемат, че резиденцията Скретиска е била предпочитаното място за пребиваването на Константин Велики при посещенията му в Сердика и че тя е възникнала именно като императорска резиденция. Основание за това намират в годините на построяването ѝ, които съвпадат с началото на продължителните престои на императора в Сердика, а е общоизвестна и знаменитата му фраза „Сердика е моят Рим!“. Сред материалите от края на III и началото на IV век, открити при археологическото проучване през 1973 – 1978 г. под ръководството на арх. Виолета Божилова, палеоорнитологът проф. Златозар Боев е открил отлично запазен череп на розов пеликан Вероятно резиденцията се е поддържала от управителя на провинция Сердика. Не се изключва и възможността резиденцията да е била използвана и от епископите делегати на Сердикийския събор през 343 г.
Основният архитектурен комплекс на резиденцията – Palatium Scretisca, е един от най-впечатляващите образци на представителната късноримска жилищна архитектура (141/110 m) – най-забележителната извънградска резиденция в провинция Вътрешна Дакия, или Средиземноморска Дакия (Inner Dacia, или Dacia Mediterranea) в околностите на столицата ѝ Сердика (Serdica) и най-голямата сред познатите перистилни жилищни комплекси от Античността на Балканите, с голяма зала (aula), трапезария (triclinum) с усложнен, вероятно триконхален план, многобройни жилищни помещения (cubicula), банска част (balneum), огромен двор (peristylium) с площ 4,5 дка, с градина (hortus) и монументални входове. Общата площ на намерените подови мозайки в северния перистил надхвърля 1000 m², а общата дължина на перистила и външният южен портик е повече от 400 m. Резиденцията е ядрото на внушителен вилен комплекс и център на впечатляващо имение (fundus dominium). Проучван е също така един кръгъл в план обект (диаметър 32 m), условно наречен „Ротонда“ (Божилова/Витски, 1985), вероятно с мемориални или култови функции, разположен на 100 m южно от резиденцията, а така също и некропол. Силен повсеместен пожар унищожава резиденцията, което съвпада с времето, за което според писмените извори при хунските нашествия през 40-те г. на V в. е пострадала и Сердика.
Пътната станция Скретиска (Mutatio per/ad Scretisca) – „за резиденцията“ се намира на 1000 m южно от резиденцията, възникнала е вероятно за нейното обслужване с основно предназначение taberna – страноприемница с няколко помещения и вътрешен двор. Scretisca се споменава в пътеводителя Hinerarium Burdigalense (333). Намерените тук най-ранни монети са от времето на император Константин Велики.
Ранновизантийско укрепено селище Кратискара (ΚΡΑΤΙΣΚΑΡΑ) запазва с малки изменения името на римската резиденция и името на римската станция Scretisca, а при изграждането му са преизползвани останките от по-ранната резиденция. Възниква вероятно през втората четвърт на VI в. сл. Хр., упоменато в изворите от Прокопий Кесарийски като πολιχνιον (градче) ΚΡΑΤΙΣΚΑΡΑ, върху останките на римската резиденция и играе ролята на локален административен център. Животът вероятно е прекъснал при славянските нашествия в края на 70-те г. – началото на 80-те на VI в. сл. Хр. Запазени са ценни свидетелства за фортификационната система, градежа, крепостните кули, жилищни и караулни помещения.

### Съвремие
Според преданията град Костинброд е основан от човек на име Коста, който много отдавна се заселил до брода през р. Белица (сега при влизането в града от посока София). Там направил крайпътна кръчма, като мястото станало любимо за много търговци, пристигащи в столицата. Хората започнали за по-кратко да го наричат Костинброд, вместо „на брода при Коста“. Постепенно е било създадено село Костинброд. Днес центърът на тогавашното селце се намира на изток от Ломски път. Наблизо се намира също и Шияковският манастир, където Васил Левски е основал революционен комитет.
През 1924 г. в селото е открита телефонно-пощенска станция.
През годините на социализма идеята е била Костинброд да се превърне в голям град. Затова селото е обединено със съседните села Шияковци и Маслово (днес квартали на града). Хора от балканските села в района също се заселват в новия град. И до днес, тръгвайки на запад от Ломски път, отклонявайки се при кръстовище „Белица“ в посока към кварталите „Шияковци“ и „Маслово“, трябва да се изминат около 4 km по шосе, на което от 2-те страни има по няколко реда къщи.
Квартал „Маслово“ заема северозападната част на града, между квартал „Шияковци“ и с. Петърч. Има стадион и язовир.
През годините Костинброд е известен като града с утопичните идеи на БКП за големи успехи в птицевъдството и животновъдството. В близост на територията на общината се намират институт по птицевъдство, птицекомбинат, институт по животновъдство, хибридни центрове. По-рано тук се е намирал и най-големият на Балканския полуостров институт по ягодоплодни култури. Под патронажа на Тодор Живков е създаден един от най-големите за времето си институти, наречен Институт за зърнени храни и фуражна промишленост, който днес е в критично състояние. През 1990-те г. много от останалите институти прекратяват дейността си.
Олио „Нива“ е може би най-яркият елемент, с който в годините на социализма се гордее община Костинброд. Едва ли има домакинство в България, на което да не е познато прочутото производство на Държавни заводи „Георги Димитров“, макар че всъщност те са изградените далеч преди 9 септември 1944 г., като заслугата за това е на видния български индустриалец Никола Чилов (1885 – 1936). Той е създал и рядко срещаната в ония години дори в Европа социална система от безплатни топлофицирани жилища, столове и възможности за нисколихвени заеми за работниците си. Въвеждал е най-модерните технологии, обновявани на всеки 3 – 5 години според най-новите постижения за времето си (включително безотпадни технологии). Така той поставя основите на мощна индустрия (най-големите химически заводи на Балканите до 50-те години), имаща за суровинна база това, което България сама може да произвежда в големи количества, а именно селскостопанска продукция. От началото на 1930-те години заводът неотменно е сред първите 5 данъкоплатци на държавната хазна в Царство България, с годишен оборот винаги над 1 милиард тогавашни лева (за сравнение – в онези времена един много голям и луксозен апартамент в центъра на София струва около 200 000 лева). Заводът е и най-големият източник на валутни приходи в Царството, особено по отношение на английски лири и щатски долари, и не е надминат дори след края на 30-те години, когато се разраства неимоверно износът на тютюни за Германия. Продукцията (главно хранителни и смазочни масла, торове, сапуни, козметика) е с много високо качество и е била предназначена основно за чужбина – съседните страни, Европа и даже САЩ и Япония. Производството задоволявало напълно и вътрешните потребности, но трябва да се има предвид, че по това време те не са толкова големи, а и част от продуктите са се произвеждали масово и на други места в страната – в по-малки предприятия или в домашни условия. С настъпването на комунизма заводът веднага е национализиран (в тези години управляван от наследниците на Никола Чилов), а той посмъртно е заклеймен с класическото „чорбаджия-изедник, подъл експлоататор на човешкия труд“. По-нататъшната индустриализация на България протича по известния ни вече начин – развитие на тежка металургия и химия, основани на вносни суровини.
През 1959 г. в града е построена една от най-мощните за времето си късовълнова радиостанция. през 2001 г. става първата радиостанция в България, започнала въвеждането на цифровизацията на ефира, със стартирането на редовно цифрово излъчване на къси вълни чрез предавател, модернизиран от фирма Spice Line.

## Население
Населението на град Костинброд е над 12 хиляди души – основно българи.
Изповядва се предимно православно християнство. В града съществува общност, която посещава Българската петдесятна църква.
Численост на населението според преброяванията през годините:
| \| Година на преброяване \| Численост \| \| --------------------- \| --------- \| \| 1934 \| 3961 \| \| 1946 \| 4612 \| \| 1956 \| 6281 \| \| 1965 \| 10 151 \| \| 1975 \| 12 053 \| \| 1985 \| 12 600 \| \| 1992 \| 12 123 \| \| 2001 \| 12 220 \| \| 2011 \| 12 193 \| \| 2021 \| 12 392 \| |           |
| Година на преброяване | Численост |
| 1934 | 3961      |
| 1946 | 4612      |
| 1956 | 6281      |
| 1965 | 10 151    |
| 1975 | 12 053    |
| 1985 | 12 600    |
| 1992 | 12 123    |
| 2001 | 12 220    |
| 2011 | 12 193    |
| 2021 | 12 392    |

## Управление
През периода 1994 – 2011 г. градът се управлява от БСП, а от 2011 г. кмет е представителят на ГЕРБ Милен Димитров, спечелил изборите с 63%. От 2015 г. кмет е Трайко Младенов от ГЕРБ. Той управлява вече трети последователен мандат, след като печели местните избори през 2019 и 2023 г.

## Икономика
Поради близостта и добрите връзки със София от още от първата половина на XX век, но особено активно от края на 90-те години, в Костинброд се изграждат множество малки промишлени предприятия. Към 2017 година най-големите промишлени предприятия, регистрирани в града, са производителят на консервирани храни „Олинеза Премиум“, производителят на бронирани жилетки „Марс Армор“, печатницата „Мултипринт“, кланицата „Макси Чикън“, производителят на тоалетна хартия „Санитекс Пейпър Продуктс“, производителят на течен шоколад „Интерион“ (с марката „Нукрема“). В града е разположена и основната производствена база на базираната в София „Кока-Кола ХБК България“, производител на напитките на групата „Кока-Кола“ в България.
В Костинброд е базиран големият търговец на едро на агрохимикали и семена „Пестицид“, както и няколко други относително големи търговски и логистични предприятия. Продължава да работи, макар и в значително намален обхват, птицефермата на „Джиев“, в миналото една от най-големите в страната, както и едно от първите в началото на 90-те години модерни предприятия за преработка на кафе на „Якобс Дау Егбертс Опс БГ“ (с марката „Нова Бразилия“).
Процентът на безработицата е по-нисък от средния за страната, което се дължи на работещи промишлени предприятия и близостта до столицата. Миграционните процеси като индикатор за условията на живот и привлекателност на територията имат двояко значение, предвид близостта на столицата.[ неясно? ]
Основните земеделски култури, които се засяват на територията на общината, са: пшеница, ечемик, грах, царевица, слънчоглед, картофи. Отглеждат се редица зеленчуци.

## Инфраструктура
В града голяма част от сградите са останали от времето на комунизма. Типични са квадратните, многоетажни къщи. Сградата на общинската администрация е реновирана. В последните години се изграждат множество жилищни сгради от инвеститори, което спомага за прираста на населението. Строят се музей и детска градина, третата в града.
През Костинброд минава бул. Ломско шосе. Централен за града е бул. Йордан Йовков, както и улиците Славянска, Обединена и Юрий Гагарин. Голяма част от пътната мрежа на града е остаряла и в последните години усилено се реновира. Извършени са ремонти на повечето главни и по-малки улици. С оглед на нарастващото население на града през 2022 г. са изградени няколко нови улици с тротоар.
През землището на град Костинброд и общината минава железопътна линия № 1, свързваща Калотина със Свиленград. В близост до центъра на града има жп гара. В индустриалната част на града има жп спирка. Предстои модернизация на жп трасето и директното му свързване със Софийското метро. Ще се изгради т.нар. S-бан.

## Култура
В Костинброд се намира Шияковският православен манастир „Свети Архангел Михаил“. Разположен е на около 14 km северозападно от гр. София в посока към Петроханския проход и на 1 km над гр. Костинброд по Ломско шосе. Дотам се стига по здрав черен път след около 400 m. Манастирът е отворен всеки ден за посетители, действащ е и се завежда от йеромонах и църковно настоятелство.
В Костинброд има клуб на пенсионера „Люляк“ с около 100 члена, съюз на офицерите и сержантите от резерва с около 60 члена. Голяма и силна е организацията на СБУ в общината. Една от най-големите организации в града е народно читалище „Иван Вазов“. Общото събрание на читалището е от 126 члена.
Театър „Съвремие“ е самодеен театър към читалище „Иван Вазов“ в гр. Костинброд. Той е създаден през 1996 г. Първоначално се е наричал просто „читалищен театър“, през 2000 г. тогавашният ръководител на трупата Христо Попов предлага на читалищното настоятелство името на театъра да бъде „Съвремие“ и настоятелството приема идеята.
От 1996 г. до 2010 г. театър „Съвремие“ е подготвил и изиграл в Костинброд, в страната и чужбина 24 пиеси и е участвал в:
- Балканския фестивал на любителските комедийни театри, пантомима и сатира в Тополовград,
- Националния фестивал на любителските театри с международно участие в Каварна,
- Националния фестивал на кафе-театрите и кратките театрални форми в Свищов,
- театрални празници в Трявна,
- театрален фестивал „Кръстьо Пишурка“ в Лом и
- „Балкан театър фест“ в Димитровград (Цариброд), Сърбия.

Съставът има 18 първи награди – индивидуални и колективни. През 2009 г., след смъртта му, съставът приема името на най-популярния си и награждаван актьор Цветан Станков.
От 2009 г. в НЧ „Иван Вазов“ започва да работи и младежка театрална формация с постановчици учителките Велислава Георгиева и Надя Асенова. Този състав също бележи успехи и получава заслужено признание от местната публика.
Иконостасът на храма „Св. св. Кирил и Методий“ е дело на дебърски майстори от рода Филипови.

### Редовни събития
- Съборът в Костинброд се провежда на 24 май.
- На 28 август се провежда съборът в кварталите Маслово и Шияковци.
- Празникът на града се провежда на 17 септември.
- Празникът на манастира в кв. Шияковци е 8 ноември („Свети Архангел Михаил“)
- Празникът „Успение Богородично“ на 15 август в Шияковския манастир
- венци на 19 февруари в Шияковския манастир от общинското ръководство, граждани и гости на манастира пред паметника на Васил Левски
- Фестивал на бойните изкуства „Кацу Джин Кен“ („меч, който дарява живот“).
- През пролетта се провежда фестивал „Шопски наниз“.

### Спорт
Костинброд е известен с един от първите отбори по ръгби в България. Първото спортно дружество в Костинброд е създадено през 1924 г.
Спортната дейност се осъществява от 4 спортни клуба. Дейност развиват РК „Химик“, ЛСК „Химик“, СК „Олимпик“ – джудо и самбо, и ФК „Бенковски“.
Градът разполага с 2 спортни комплекса – спортен комплекс „Белица“, чието обновление предстои и за момента се ползва от детско-юношеската школа на ФК „Костинброд“, и спортен комплекс „Бенковски“. В града развива дейност спортен клуб „Фуна“. Клубът провежда тренировки по Айкидо.
За най-именит спортист, роден и израснал в Костинброд, е считан Павел Павлов – класирал се на 3-то място по борба на олимпийските игри в Москва през 1980 г. Негов треньор е Никола Божков, също жител на Костинброд. Никола Божков е с основен принос за утвърждаването на борбата като спорт, донесъл много успехи за общината.
От 2016 г. Александър Радовски е избран за зам.-председател на Апелативна комисия към БФС, както и за делегат на БФС за Първа професионална лига.
Дълги години благодарение на ентусиазма на учителката по физическо възпитание в ЕСПУ „Петър Берон“ Виктория Славкова се развива успешно и спортна акробатика, дала на града спортисти и личности като Дани Милев, Димитър Милев, Илияна Захариева, Емил Младенов и много други.

## Известни личности
- Николай Куменов – председател на „Федерация на българските пчелари“
- Проф. дсн Димитър Гудев – български учен по физиология на стреса при селскостопански животни и птици. Завеждащ отдел „Биохимия и физиология“ в „Институт за животновъдни науки“, Костинброд.
- Мариян Димитров – геолог от Стара Загора, преселил се със семейството си в града.
- Георги Гълов – журналист и писател, председател на Бирената партия на България
- Дани Милев – композитор и музикант
- Людмил Мирков – журналист и собственик на Рекламна агенция „Очи“
- Христо Попов – български театрален актьор и режисьор
- Виолета Гюлмезова – естрадна певица, съпруга на Красимир Гюлмезов, с когото пее заедно в дует „Шик“ и групите „Стил“ и „Домино“.

- Илияна Малинова Йотова – вицепрезидент на Република България.
- Емил Младенов – спортист
- Азис – фолкпевец
- Михаил Дюзев – радиоводещ в „Дарик радио“
- Бонка Найденова – „детето чудо“, естрадна певица, позната с песните „Робинзон Крузо“ и „Ринги ринги рае“
- Павел Павлов – състезател по борба, класирал се на 3-то място на олимпийските игри в Москва през 1980 г.
- Росен Крумов – футболист, ПФК „Левски“ (София), ПФК „Славия“ (София) и др.
- Валери Пейчев, „Еката“ – футболист, „ЦСКА – Септемврийско знаме“ (София), „Черно море“ (Варна) и др.
- Йордан Цветанов (1925 – 2006) – инженер, създател на първия български трактор, със син Милчо Йорданов Цветанов (рекламни съоръжения)
- Валери Апостолов – заместник-министър на труда и социалната политика през 2001 г.
- Комисар инж. Александър Радовски – български офицер, общественик, футболен деятел и изследовател на дейността на ВМОРО и ВМРО. Автор на книгите „Оцеляло родолюбие. Спомен за Тома Радовски“, „Войводата Лазар Кунгалов. Спомени“, „Георги Хазнатарски“ и „Войводите от Чучулигово“. Съставител с Цочо Билярски на книгата „Андон Кьосето. Одисеята на един терорист“.[11]
- Иван Русланов – писател
- Емил Конрад – влогър

Починали
- Виктор Мирков (14 април 1929 – 30 май 1976) – поет
- Цветан Станков (13 февруари 1963 – 1 март 2009) – самодеен театрален актьор

От Костинброд са редица известни в съвременната българска литература писатели и поети: Виктор Мирков, Харалампи Харалампиев, Станчо Станчев, Иво Георгиев, Асен Димитров, Нина Заркова и Христо Ранков.

## Други
На името на града е наречен намиращият се в Антарктида Костинбродски проход.

## Галерия
- Църквата Св. Николай в кв. Маслово
- На влизане в Костинброд по Ломското шосе откъм София
- Главната улица на Костинброд – част от Ломско шосе
- Река Блато в кв. Маслово
- „Домът на семейство Радовски в Костинброд“, автор Любомир Дойчев, 2022 г.
- Паметник на загиналите от община Констинброд